# 哈姆卡爾
36°48′43″N 41°57′21″E / 36.81194°N 41.95583°E
哈姆卡爾（阿拉伯语：‎），又譯哈穆卡爾，是一個位於西亞敘利亞東北部斴近伊拉克邊境的超大型古建築群遺址，由敘利亞的古蹟部與美國芝加哥大學的東方研究院在1999年聯合發現。根據考古證據，哈姆卡爾有6000多年歷史，比現時相信是全世界最早期城市的吾爾還要早期，使學者認為現時世上的文明應該源於更早期的文化。

## 概要
哈姆卡爾位於兩河流域的河岸。傳統上，歷史學家相信現代都市發展是從現今伊拉克南部、底格里斯河及幼發拉底河的匯聚點附近的吾爾城開始。吾爾城是由古代的蘇美爾人所建立，約在公元前40世紀建立。由於吾爾城及周邊的城市發展，使兩河流域得到了「文明搖籃」的稱號。哈姆卡爾的發現，使歷史學家相信文明是由底格里斯河北部更早期的地方開始發展，然後一直從今日敘利亞北部開始沿河擴展，發展到哈姆卡爾，然後才有吾爾及其周邊城市的出現。
這個考古學上的發現，意味着早在文字的出現以前，文明已可以先進到一個在尺度及組織結構方面都足以達到一個城市的標準。根據早期的研究結論，書寫系統是複雜城市出現的先決條件。更重要的是：考古學家相信這座6000年前就已出現的城市一直存在到公元前40世紀，並與蘇美爾獨立並存。直到現在，在美索不達米亞的蘇美爾城邦群仍然是最早期擁有印章及文字的城市，其範圍約有今日伊拉克南部三分一地區之闊。
哈姆卡爾的發現，顯示城市背後的基本概念：即勞動、法律與政府體系、還有藝術發展等，很可能在更早的時期已經出現。這是最令考古學家感到興奮的事實，雖然他們過往亦曾在其他地方發現過更早期的小村落，但無論在規模及尺度方面，都難以近哈姆卡爾比擬，即使是較後期的伊斯蘭文明、希臘文明及其他在公元前6千年的同類型發現。
從2005年及2006年的考古挖掘結果顯示：哈姆卡爾很可能是在公元前35世紀時被戰爭所摧毀。這場戰爭，亦很可能是近東地區有歷史紀錄的最早期戰事。而從當地發掘出來的武器顯示，當地與奧貝德文化可能有密切的關係。
其實早在1920年代開始，考古學家就在當地進行挖掘，希望找出文化發展的遺跡，因為他們相信當地是古代最重要的運輸走廊。在當時，古代旅人和商人經常通過這裡，並刺激城市的興起。考古學家推測當地可能是公元前15世紀米坦尼王國（Mitanni）的首都，但當時他們沒有發現任何城市建築的遺蹟。直到1999年在當地進行深度挖掘，才開始找到陶器的碎片，從而引出這次發掘的成果。

## 參看
- 奧貝德文化